# Hani (cantora)
Ahn Hee-yeon (hangul: 안희연; nascida em 1 de maio de 1992), mais conhecida por seu nome artístico Hani (hangul: 하니) é uma cantora, atriz e apresentadora sul-coreana. Ela é integrante do grupo feminino EXID e da subunidade Dasoni. Ela também foi apresentadora em vários shows de variedades, tais como Off to School, Crime Scene e A Style for You e Weekly Idol.

## Biografia
Hani nasceu Ahn Heeyeon em 1 de maio de 1992, em Seul, Coreia do Sul. Ela costumava competir em triatlos do ensino fundamental até o ensino médio, ela também era um nadadora ávida, que se especializava em natação de borboletas, costas e nadadeiras. Antes de sua estréia no EXID, ela estava inicialmente estabelecida para estrear como membro de um grupo de garotas sob a JYP Entertainment, juntamente com Hyolyn do Sistar, Jieun do Secret e Yuji do Bestie. No entanto, ela foi cortada da JYP após um ano. Hani afirmou que a empresa não via potencial nela.
Depois disso, Hani foi estudar no exterior na China por um ano. Ela também tem um QI de 145. Hani uma vez aspirou a estudar psicologia e se tornou uma psicóloga.

## Carreira

### EXID
EXID estreou oficialmente em 15 de fevereiro de 2012 com o lançamento de seu single de estréia, Whoz That Girl.
Em fevereiro de 2013, Hani, juntamente com o membro do EXID, Solji, formou uma sub-unidade chamada Dasoni, e lançou seu primeiro single Goodbye em 15 de fevereiro de 2013. O single também incluiu a música Said So Often.
Em agosto de 2014, a EXID lançou o single Up & Down. Inicialmente, a música marcou mal, não conseguindo fazê-lo no top 100 do Gaon Chart. No entanto, a música ganhou popularidade lentamente no final de novembro, depois que uma fancam dela performando a música foi viral em inúmeros sites de redes sociais. A partir de 2017, o vídeo viral foi visto mais de 23 milhões de vezes no YouTube.

### Carreira solo
Em 2014, ela entrou para o elenco principal do Always Cantare, drama da tvN.
Em 2015, ela apareceu no video musical Fire de Mad Clown  e entrou no elenco principal de Off to School da JTBC e Crime Scene. Hani também foi escolhida para apresentar um novo show de beleza da KBS, A Style For You juntamente com Heechul, Hara e Bora. Na primavera, ela apareceu no Soulmates Returns. Mais tarde, ela apareceu em The Producers como ela mesma. Em 24 de junho ela e Ken do VIXX lançaram uma dupla intitulada Gap. Em setembro, ela foi incluída na série de TV Law of the Jungle.
Em 2016, Hani tornou-se o co-apresentador dos Três Grandes Imperadores de Baek Jong-won. Em fevereiro de 2016, ela apareceu no King of Mask Singer como "Little Match Girl", um get-up completado com uma máscara e figurinos para esconder sua identidade. Hani surpreendeu o painel de juízes e uma audiência com sua voz rica e rouca (principalmente devido ao maior intervalo vocal utilizado como vocalista na EXID). Hani derrotou Kim Feel e Jo Hang-jo, mas ela foi posteriormente derrotada pelo Mask King na época, Ha Hyun-woo de Guckkasten. No entanto, as performances de Hani atraíram atenção e reconhecimento por sua vocal e paixão únicas por cantar.
Em 12 de janeiro de 2017, foi anunciado que Luna do f(x), Solar do Mamamoo e Hani iriam lançar uma música de dança colaborativa em 19 de janeiro, produzido por Park Geun-tae, que também escreveu Dream, dueto entre Suzy e Byun Baek-hyun. Mais tarde foi revelado que o título da música é Honey Bee, e é do gênero pop soul, incorporando 808 baixo e saxofone. Em 19 de janeiro, a música Honey Bee foi oficialmente lançada no canal YouTube da Mystic Entertainment.
Em Maio de 2019, a Banana Culture anunciou que Hani e Jeonghwa não renovariam seus contratos, e o EXID entraria em hiatus depois de terminar sua tour no Japão.
Em Outubro de 2019, foi anunciado que Hani assinou com a Sublime Artist Agency e que faria sua estreia como atriz com o seu verdadeiro nome, Ahn Hee-yeon.
No dia 21 de janeiro de 2020,  foi anunciado que Hani estrelaria o web drama XX. O primeiro episódio do drama foi ao ar no dia 24 de janeiro e tem 10 episódios.
No dia 11 de agosto de 2020, Foi anunciado que Hani estrelaria em outro web drama, How to Be Thirty, ao lado de Jung In-sun, Kang Min-hyuk, Song Jae-rim, Cha Min-ji e Baek Sung-chul. O drama está programado para estrear na  KakaoTV no dia 23 de fevereiro de 2021 com um novo episódio sendo lançado toda terça e sexta-feira as 17:00 (KST).

## Vida pessoal
Em 1 de janeiro de 2016, foi noticiado que Hani e Junsu do JYJ estavam namorando há seis meses. A agência de Junsu, C-JeS Entertainment, confirmou os rumores. Em 13 de setembro de 2016, revelou-se que Junsu e Hani terminaram devido a conflitos de horários; isso também foi confirmado pela agência da EXID Banana Culture.
Em 29 de junho de 2022, a agência confirmou que Hani está em um relacionamento com o psiquiatra Yang Jae-woong há dois anos.

## Discografia
| Título | Ano  | Melhores posições nas paradas | Melhores posições nas paradas | Vendas               | Álbum            |
| Título | Ano  | KOR Gaon                      | US World                      | Vendas               | Álbum            |
| --- | ---- | ----------------------------- | ----------------------------- | -------------------- | ---------------- |
| "Cold" (com C-Clown) | 2012 | —                             | —                             | —                    | Young Love       |
| "We Got The World" (com R.Tee) | 2014 | —                             | —                             | —                    | single sem álbum |
| "Fake Illness" (com Rare Potato) | 2015 | —                             | —                             | —                    | single sem álbum |
| "Gap" (com Ken) | 2015 | 25                            | —                             | - KOR (DL): 93,000+* | single sem álbum |
| "Honey Bee" (com Luna do f(x) e Solar do Mamamoo) | 2017 | 38                            | —                             | - KOR (DL): 63,673+  | single sem álbum |
| "Flame" (com Solji) | 2017 | —                             | —                             | —                    | Money Flower OST |
| "—" denotes releases that did not chart or were not released in that region. "*" indicates that the Gaon Chart was revamped at this time and digital sales were deflated. |      |                               |                               |                      |                  |

## Filmografia

### Dramas
| Ano  | Título                 | Papel  | Rede de TV | Notas                            | Ref.   |
| ---- | ---------------------- | ------ | ---------- | -------------------------------- | ------ |
| 2014 | The Producers          | Hani   | KBS2       | Participação especial (Ep. 3)    |        |
| 2020 | SF8                    | Juno   | MBC        | Episódio: "White Crow"           | [ 37 ] |
| 2020 | The Spies Who Loved Me | Hacker | MBC        | Participação especial (Eps. 8-9) |        |

### Web Dramas
| Ano  | Título     | Papel       | Rede de TV                     | Notas           | Ref.   |
| ---- | ---------- | ----------- | ------------------------------ | --------------- | ------ |
| 2020 | XX         | Yoon Na-na  | Naver TV, V Live, YouTube, MBC | Papel principal | [ 38 ] |
| 2021 | Not Yet 30 | Lee Ran-joo | KakaoTV                        | Papel principal | [ 39 ] |

### Participações em programas de variedades
| Ano  | Título                                       | Rede de TV  | Notas                                                  |
| ---- | -------------------------------------------- | ----------- | ------------------------------------------------------ |
| 2014 | Always Cantare                               | tvN         | Elenco principal                                       |
| 2015 | Talk Show Hello                              | KBS 2TV     |                                                        |
| 2015 | Happy Together                               | KBS 2TV     |                                                        |
| 2015 | Eco Village                                  | SBS         |                                                        |
| 2015 | Yaman TV                                     | Mnet        |                                                        |
| 2015 | Dating Alone                                 | JTBC        |                                                        |
| 2015 | Running Man                                  | SBS         | Convidada, Episódios 237 & 275                         |
| 2015 | 1 vs. 100                                    | KBS 2TV     |                                                        |
| 2015 | Off to School                                | JTBC        | Elenco principal, Episódios 36-39                      |
| 2015 | Crime Scene                                  | JTBC        | Elenco principal                                       |
| 2015 | A Style for You                              | KBS 2TV     | Membro do elenco com Yoon Bora, Goo Hara & Kim Heechul |
| 2015 | Soulmates Returns                            | MBC every1  | Elenco principal                                       |
| 2015 | King of Mask Singer                          | MBC         | Convidada, Episódio 01                                 |
| 2015 | My Little Television                         | MBC         | Elenco principal, Episódio 5 & 6                       |
| 2015 | EXID's Showtime                              | MBC Every 1 | Elenco principal                                       |
| 2015 | Our Neighborhood Arts and Physical Education | KBS2        |                                                        |
| 2015 | Two Yoo Project - Finding Sugar Man          | JTBC        | Convidada com Park Sojin, John Park & Mad Clown        |
| 2015 | Please Take Care of My Refrigerator          | JTBC        | Convidada com Yoon Bora                                |
| 2015 | Law of the Jungle                            | SBS         | Versão da Nicarágua                                    |
| 2015 | Weekly Idol                                  | MBC Every 1 | Convidada com os membros da EXID, Episódio 226         |
| 2015 | Hello Counselor                              | KBS2        | Convidada com LE & Hyerin, Episódio 250                |
| 2016 | Baek Jong-won's Three Great Emperors         | SBS         | Co-apresentadora                                       |
| 2016 | We Are Siblings                              | KBS2        | Com seu irmão mais novo                                |
| 2016 | Weekly Idol                                  | MBC Every 1 | MC, Episódio 245-270                                   |
| 2016 | King of Mask Singer                          | MBC         | Finalista, Episódios 47 & 48                           |
| 2017 | Knowing Bros                                 | JTBC        | Episode 58, 157                                        |
| 2017 | Let's Eat Dinner Together                    | JTBC        | Episódio 23                                            |
| 2017 | Suddenly A Millionaire                       | Olive       |                                                        |
| 2017 | Law of the Jungle in Komodo                  | SBS         | Episódios 274–278                                      |
| 2018 | Secret Unnie                                 | JTBC4       | com Yoojung (Weki Meki)                                |
| 2018 | Salty Tour                                   | tvN         | Episódios 49-56, 70-75                                 |
| 2018 | Beauty View                                  | JTBC        | com Soyou (Sistar)                                     |
| 2019 | Running Man                                  | SBS         | Episódio 448                                           |
| 2020 | Running Between                              | MNET        | com Sunmi, Chung Ha, Chuu (Loona) e YooA (Oh My Girl)  |
| 2021 | Soo Mi’s Mountain Cabin                      | KBS2        | [ 40 ]                                                 |

## Videografia
| Ano  | Título             | Artista(s)      |
| ---- | ------------------ | --------------- |
| 2009 | "My Love"          | Mongsil Sisters |
| 2014 | "We Got The World" | R.Tee           |
| 2015 | "Fire"             | Mad Clown       |